# DC Shoes

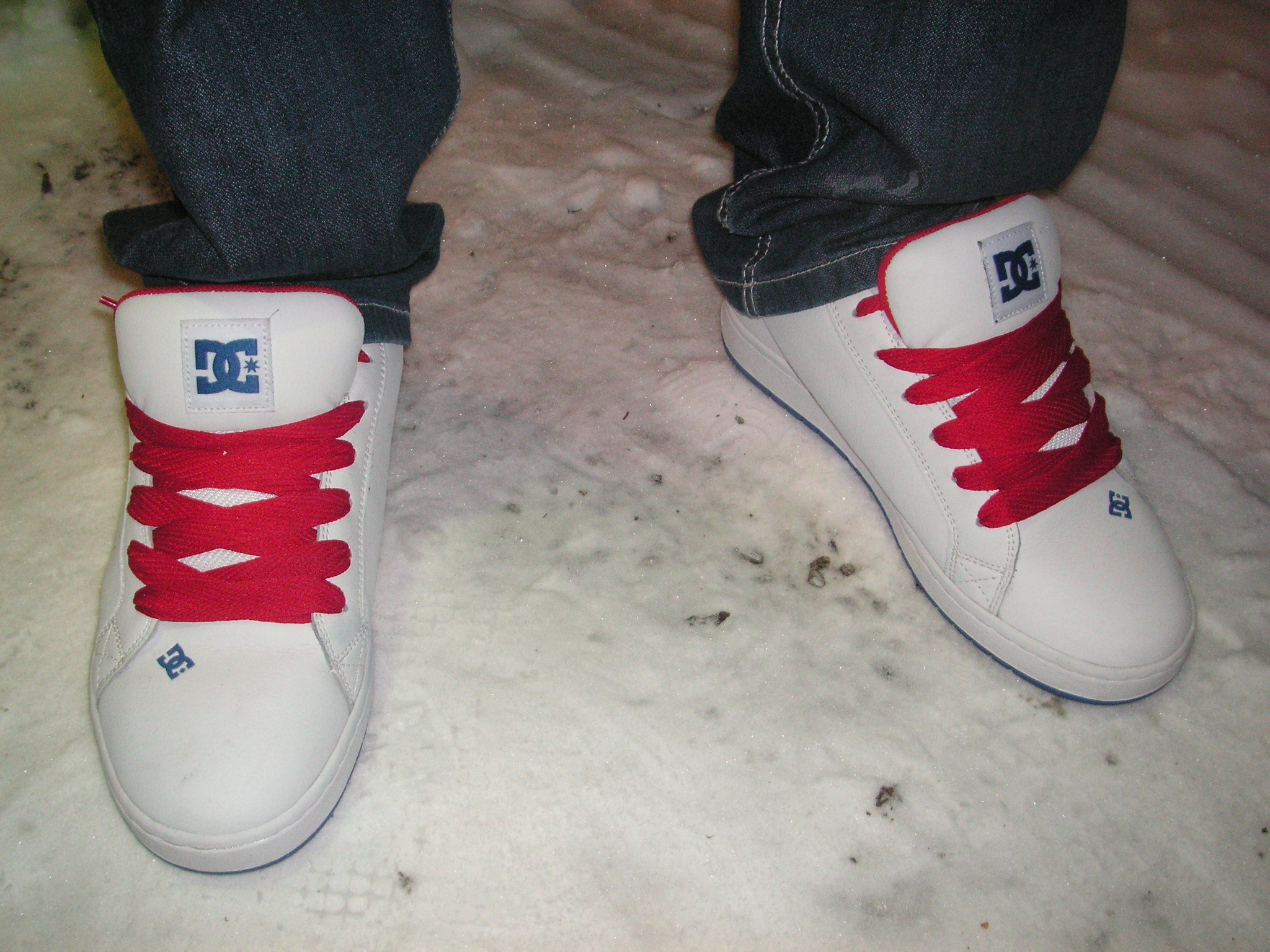
Een paar DC Shoes

DC Shoes is een Amerikaans fabrikant gespecialiseerd in schoeisel voor extreme sporten als skateboarden, snowboarden, BMX, motorcross, rallyracing en surfen. Daarnaast fabriceert het ook kleding, accessoires en snowboards.
Het is opgericht in 1993 door Ken Block en Damon Way, de oudere broer van professioneel skateboarder Danny Way. Het hoofdkwartier is gevestigd in Vista, Californië. Het is ook wel bekend als DCSHOECOUSA. Het bedrijf werd op 8 maart 2004 voor 87 miljoen dollar eigendom van de Australisch-Amerikaanse boardsport-fabrikant Quiksilver.

## Geschiedenis
Het bedrijf heette oorspronkelijk 'Eightball' en maakte alleen T-shirts voor skatewinkels, totdat ze hoorden dat de naam al vastgelegd was door iemand in Seattle. Daardoor moesten ze een nieuwe naam zoeken, wat uiteindelijk 'DC' werd. Oorspronkelijk stond DC voor 'Droors Clothing Footwear', maar tegenwoordig heet het merk simpelweg 'DC Shoes'.

## Team

### Professioneel
- Danny Way
- Colin McKay
- Rob Dyrdek
- Ryan Smith
- Josh Kalis
- Steve Berra
- Chris Cole
- Lindsey Robertson
- Lyn-Z Adams Hawkins
- Travis Pastrana
- Ken Block
- Jeremy McGrath

## Trivia
- Op veel kleding van DC staan de nummers 43 of 07. 43 is DC als je kijkt naar de hoeveelste letter in het alfabet. 07 is 4 en 3 bij elkaar.
- DC is de hoofdsponsor van 's werelds eerste 'skateplaza', gebouwd in Kettering, Ohio. Het was de droom van skateboarder Rob Dyrdek.
- DC zou een miljoen dollar schenken aan de gemeente van Philadelphia als ze het LOVE Park niet zouden verbouwen.